# Djakotomey II
Djakotomey II ist ein Arrondissement im Departement Couffo im westafrikanischen Staat Benin. Es ist eine Verwaltungseinheit, die der Gerichtsbarkeit der Kommune Djakotomey untersteht.

## Demografie und Verwaltung
Gemäß der Volkszählung 2013 des beninischen Statistikamtes INSAE hatte das Arrondissement 8366 Einwohner, davon waren 3843 männlich und 4523 weiblich.
Von den 85 Dörfern und Quartieren der Kommune Djakotomey entfallen sieben auf Djakotomey II:
1. Babohoué
2. Gbognonhoué
3. Golamey
4. Houngbezanmè
5. Kpayahoué
6. Lokoui-Bedjamey
7. Tohouéhoué